# ارتم اقیلمز
ارتم اقیلمز (ترکی استانبولی: Ertem Eğilmez; ۱۸ فوریهٔ ۱۹۲۹ – ۲۱ سپتامبر ۱۹۸۹) کارگردان فیلم، و فیلم‌نامه‌نویس اهل ترکیه بود.